# Region cestovního ruchu
Region cestovního ruchu je region Slovenska vymezený na účely cestovního ruchu v roce 2004 dokumentem Regionalizácia cestovného ruchu v SR sestaveným Ústavem turismu pro Ministerstvo hospodářství.
Před rokem 2004 se používalo starší dělení na oblasti cestovního ruchu, jejichž jednotky (oblasti) byly jinak vymezené, a které na rozdíl od dělení na regiony cestovního ruchu nepokrývalo celé území Slovenska (střed Podunajské nížiny a část Východoslovenské nížiny nepatřili do žádné oblasti cestovního ruchu). Toto dělení bylo založeno na dokumentech Rajonizácia cestovného ruchu ČSSR z roku 1962 a později Rajonizácia cestovného ruchu SSR z roku 1980.

## Regiony cestovního ruchu (2004/2005)
- Bratislavský region cestovního ruchu
- Podunajský region cestovního ruchu
- Záhorský region cestovního ruchu
- Dolnopovažský region cestovního ruchu
- Strednopovažský region cestovního ruchu
- Severnopovažský region cestovního ruchu
- Nitriansky region cestovního ruchu
- Hornonitriansky region cestovního ruchu
- Oravský region cestovního ruchu
- Turčiansky region cestovního ruchu
- Horehronský region cestovního ruchu
- Pohronský region cestovního ruchu
- Ipeľský region cestovního ruchu
- Gemerský region cestovního ruchu
- Liptovský region cestovního ruchu
- Tatranský región cestovního ruchu
- Spišský región cestovního ruchu
- Košický región cestovního ruchu
- Šarišský región cestovního ruchu
- Hornozemplínsky región cestovního ruchu
- Dolnozemplínsky región cestovního ruchu

## Oblasti cestovního ruchu (1980/1981)
- Bratislavská oblast cestovního ruchu - včetně Záhorie (bez Senické oblasti) a Malých Karpat
- Podunajská oblast cestovního ruchu
- Senická oblast cestovního ruchu
- Piešťansko-trenčínská oblast cestovního ruchu
- Žilinská oblast cestovního ruchu
- Kysucká oblast cestovního ruchu
- Malofatranská oblast cestovního ruchu
- Oravská oblast cestovního ruchu
- Turčianská oblast cestovního ruchu
- Hornonitranská oblast cestovního ruchu
- Štiavnicko-kremnická oblast cestovního ruchu
- Levická oblast cestovního ruchu
- Poľanská oblast cestovního ruchu
- Nízkotatranská oblast cestovního ruchu - včetně Liptova
- Vysokotatranská oblast cestovního ruchu - včetně Magury a Pienin
- Spišská oblast cestovního ruchu
- Oblast cestovního ruchu Slovenského ráje
- Gemerská oblast cestovního ruchu
- Jihoslovenská oblast cestovního ruchu - mezi Levicemi a Slovenským krasem
- Oblast cestovního ruchu Slovenského krasu
- Košická oblast cestovního ruchu
- Prešovská oblast cestovního ruchu
- Vihorlatská oblast cestovního ruchu
- Laborecká oblast cestovního ruchu